# Festa Nacional do Chope Escuro
A Festa Nacional do Chope Escuro, mais conhecida como Münchenfest, é uma festa popular do município de Ponta Grossa, no estado do Paraná, Brasil. A festa é promovida pela prefeitura de Ponta Grossa, com apoio da Fundação Municipal de Turismo e da iniciativa privada. O evento dura ceca de dez dias, geralmente entre os meses de novembro e dezembro. É uma das maiores festas em estilo alemão do sul do Brasil, visando a valorização da cultura e gastronomia alemã.

## História
A iniciativa para a criação da festa foi do mestre cervejeiro Jan Strassburger para um evento que celebrasse a Cerveja Original, que era produzida na fábrica da Cervejaria Adriática de Ponta Grossa. A cerveja acabou sendo trocada pelo chope escuro do tipo Munique, que também era fabricada na cidade, mas em escala suficiente para atender a demanda da festa.
Em 1990, a primeira Münchenfest foi realizada no então pátio de manobras da Rede Ferroviária Federal, o atual Parque Ambiental Governador Manoel Ribas, no centro da cidade. Na segunda edição, no ano seguinte, a festa foi transferida para o Centro de Eventos Cidade de Ponta Grossa, planejado para a realização da festa. 
A partir da décima edição (1999), a Festa Nacional do Chope Escuro começou a contar também com chope claro.

## Infraestrutura
No primeiro dia da festa, já é tradicional a abertura com desfile da rainha, carros enfeitados e blocos organizados na Avenida Vicente Machado, no centro da cidade. Logo após o desfile, os foliões seguem para o centro de eventos do município, local onde a festa é realizada. Já no centro de eventos são realizados os shows. Dois palcos, o principal para artistas de renome nacional e internacional, e outro para bandas regionais que, geralmente, fazem a abertura da noite e o encerramento. O pavilhão principal é uma área de  com apresentações de bandas alemãs e populares para animar os foliões. A área é cercada por camarotes no segundo andar, com vista para o palco e para o público. A praça de alimentação é composta por duas áreas, cada uma com mais de vinte barraquinhas que servem de lanches à comida chinesa. Um restaurante alemão também é montado. O parque de diversões serve para a diversão de crianças, adolescentes e adultos com os vários brinquedos.